# Hersilia facialis
Hersilia facialis là một loài nhện trong họ Hersiliidae.
Loài này thuộc chi Hersilia. Hersilia facialis được miêu tả năm 1993 bởi Martin Baehr & Barbara Baehr.